# Vissza a jövőbe (franchise)

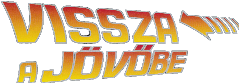
A film hivatalos magyar logója

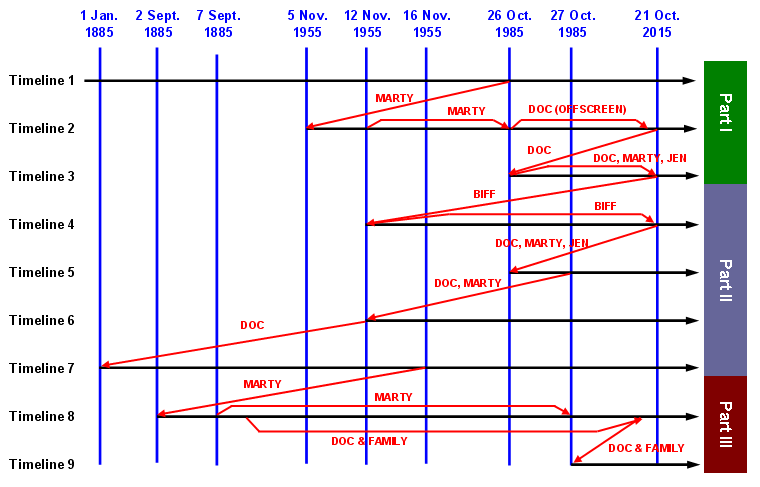
Az időutazások sorrendje a három filmben

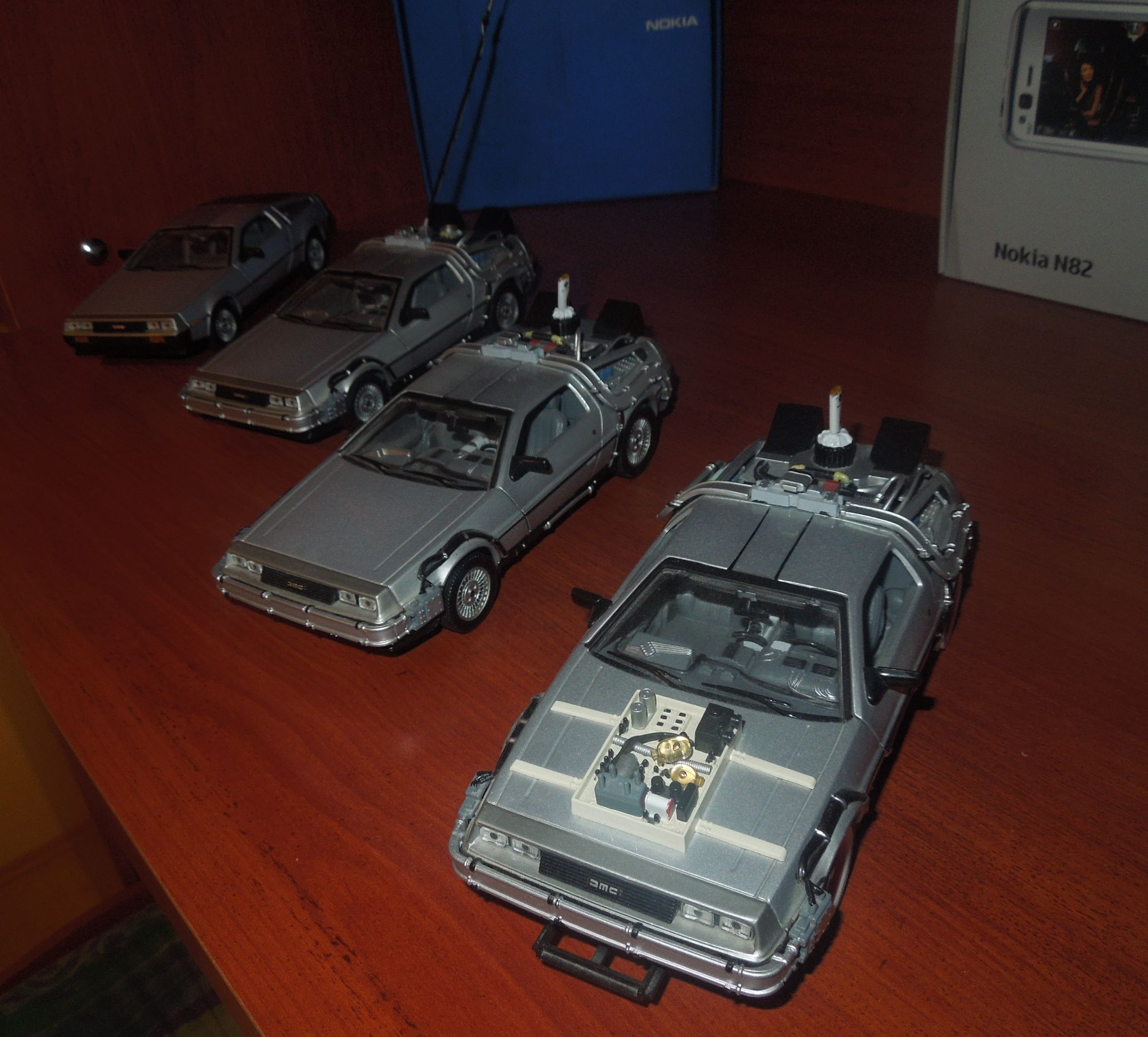
DeLorean DMC–12 modellautók, az első az eredeti, a másodikkal ment vissza Marty 1955-be, a harmadikkal utaztak 2015-be és a negyedikkel a vadnyugatra

A Vissza a jövőbe (eredeti cím: Back to the Future) időutazásról szóló amerikai sci-fi-vígjáték médiafranchise, melyet Robert Zemeckis és Bob Gale alkotott meg. Az első film 1985-ben jelent meg azonos címmel, ezt követte a Vissza a jövőbe II. (1989) és a Vissza a jövőbe III. (1990). 
A filmek alapján később animációs sorozat, több videójáték, musical és vidámparki látványosság is készült

## A trilógia részei

### Vissza a jövőbe (1985)
Az időutazást magát egy egyszerűnek tűnő probléma mögé rejtették, amikor a főszereplő (Marty McFly, tizenhét éves átlagos amerikai tinédzser) terroristák elől kénytelen tudós barátja (Doki, egy idősödő, hóbortos feltaláló) csodaautójával elmenekülni. A csodaautó nem más, mint egy időgéppé átalakított De Lorean, amivel Marty 1955-ben köt ki, és ott találkozik a leendő szüleivel, akik akkoriban még az iskolapadot koptatják és – mivel Marty elrontja a szülei első találkozását – össze kell hoznia őket valahogy, majd visszajutnia 1985-be.

### Vissza a jövőbe II. (1989)
A történet második része ott kezdődik, ahol az első befejeződött: Doki 2015-ből visszatérve az időgéppel elmondja Martynak és Jennifernek, hogy baj van a gyerekeikkel. Ezért 30 évet előreugorva az időben, mindent helyre tesznek, bár Jennifer – aki a jövőbeli házában bújik meg – tanúja lesz, ahogy jövőbeli férjét, Marty-t egy csalással kirúgják állásából. A második rész úgy ér véget, hogy abból már lehet sejteni, hogy készül egy befejező rész is.

### Vissza a jövőbe III. (1990)
A harmadik részben a Doki a Vadnyugaton, 1885-ben reked és Marty segítségére van szüksége ahhoz, hogy visszajuthasson a „jelenbe”.

### A film utóélete
Az izgalmas kalandok után elterjedt az a hír, hogy készül egy negyedik rész is, de ezt egyik szereplő vagy a rendező sem erősítette meg. Michael J. Fox (Marty McFly megszemélyesítője) úgy nyilatkozott, nem hiszi, hogy képes lenne újra Marty bőrébe bújni és leforgatni még egy filmet. A színész Parkinson-kórban szenved, melynek ellenszerét még kutatják az orvosok. Robert Zemeckis szerint a film videójáték változata pont elég egy történeti lezárásnak. 2018. novemberében a Hollywood Reporter szavazást indított, hogy melyik filmből szeretnének az emberek reboot-ot vagy remake-et látni, és a megkérdezettek 71%-a csakis egy Vissza a jövőbe folytatást akart. Robert Zemeckis erre azt nyilatkozta, hogy „csak a holttestén keresztül lehet új rész”. Szerinte Michael J. Fox nélkül nem lenne az igazi.

## Érdekességek
- A trilógia címe majdnem Spaceman From Pluto (Űrhajós a Plutóról) lett.[3]
- A Mr. Fusion reaktor a DeLorean hátulján egy egyszerű Krups kávédaráló.
- Az áruháznak a film elején Twin Pines Mall (Iker Fenyő Áruház) a neve, de 1955-ben a DeLorean átmegy egy fán, ami következtében a film végére Lone Pine Mall (Magányos Fenyő Áruház) lesz a neve.
- Amikor Ronald Reagan, az USA elnöke először megnézte a filmet a Fehér Ház mozitermében, annyira tetszett neki az a jelenet, amikor a Doki nem hiszi el, hogy egy Reagan-féle színészből később elnök lehet, hogy leállíttatta és visszatekertette a filmet, hogy újra megnézhesse a jelenetet.
- Bár a Doki többször elmondja, hogy az időutazás veszélyesen befolyásolhatja a jövőt a múlt megváltoztatásával, például, hogy Marty nem születik meg és eltűnhet, ha a szülei nem jönnek össze, a trilógia mégis hemzseg a változtatásoktól, kezdve mindjárt az első filmmel, aminek a végére Marty szülei sikeres emberekké válnak  az eredeti állapotukhoz képest, tehát ez már egy alternatív idővonal, ezért úgy tűnik a Doki figyelmeztetése csak a negatív változtatásokra vonatkozik. Mi több, maga a Doki is megszegi a szabályát, mikor mégis elolvassa Marty levelét a jövőről. A trilógiában összesen 8 különböző idővonal szerepel, az eredeti + 7 alternatív, köztük egy disztópikus 1985 is, mindez viszont azt jelenti, hogy a befolyásolás veszélye értelmét veszti, hisz egyik alternatív idővonal a másiknak adja át a helyét a cselekményben.[4]

## Stáblista
- Rendező: Robert Zemeckis
- Író: Bob Gale és Robert Zemeckis
- Forgatókönyvíró: Steven Spielberg
- Operatőr: Dean Cundey
- Zene: Alan Silvestri
- Doki: Christopher Lloyd
- Marty McFly: Michael J. Fox
- Lorraine Baines McFly: Lea Thompson
- George McFly: Crispin Glover
- Biff Tannen: Thomas F. Wilson
- Jennifer Parker: Claudia Wells